# Спонгіоліти

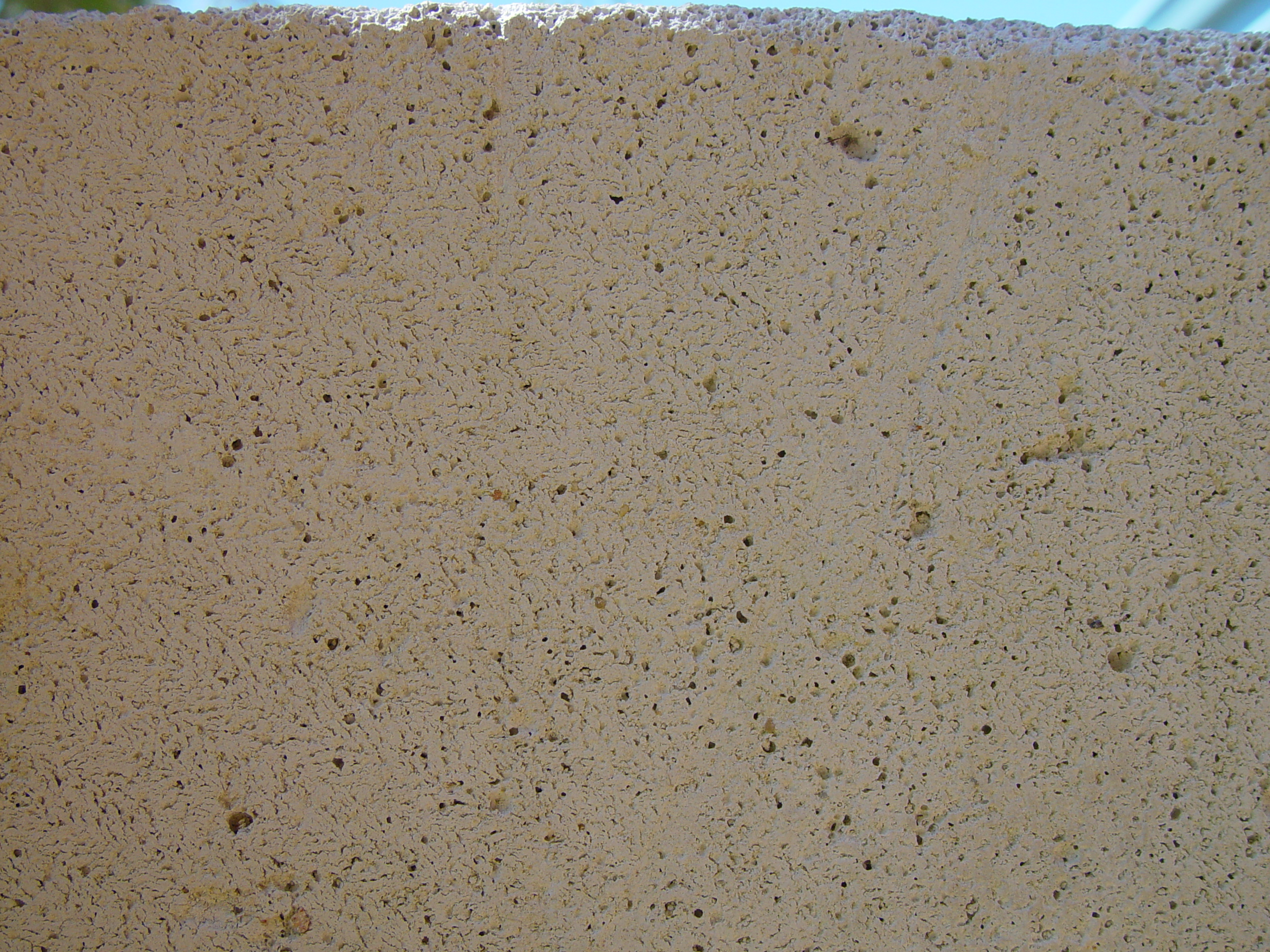
Спонгіоліти. Структура.

Спонгіоліти (рос. спонгиолиты, англ. spongiolites, spongioliths; нім. Spongiolithe m pl) — органогенні (зоогенні) кременисті гірські породи, основу яких складають рештки морських тварин, зокрема скам’янілі морські губки (спонгіти). Пухкі або тверді, зеленуватого або світло-сірого кольору. Іноді частково або повністю переходять у β-кристобаліт, халцедон або кварц. Відкладаються в морі на малих і середніх глибинах.
Син. – спонголіти.